# Hydroxyethylcellulose
| Cellulose und Hydroxyethylcellulosen (R = CH2CH2OH) mit von oben nach unten ansteigendem molaren Substitutionsgrad |
| vergrößern und Informationen zum Bild anzeigenCellulose                                                            |
| vergrößern und Informationen zum Bild anzeigenHydroxyethylcellulose, niedriger Substitutiongrad                    |
| vergrößern und Informationen zum Bild anzeigenHydroxyethylcellulose, mittlerer Substitutiongrad                    |
| vergrößern und Informationen zum Bild anzeigenHydroxyethylcellulose, hoher Substitutiongrad                        |

Hydroxyethylcellulosen (HEC; auch Hyetellose, Ethylose, Tylose H 300, UNII-8136Y38GY5) sind Celluloseether, die als wasserlösliche, hochwirksame Verdickungs- und Bindemittel verwendet werden. Es ergibt mit kleinen Zugabemengen eine transparente, stabile Lösung. HEC sind wasserlösliche, gelblich-weißes, geruchs- und geschmackloses Pulver und werden im Baubereich (Baufarben, für Baukleber HEMC) sowie als Bestandteil von Zahncreme eingesetzt.

## Summenformel
R = CH2CH2(OCH2CH2)nOH,

## Einsatzgebiete

### Baubereich
Für wasserlösliche Anwendungen kann es eingesetzt werden bei
- Abtönfarbe
- Außenfarbe
- Feste Farbe
- Innenfarbe
- Kalk-Dispersionsfarbe
- Leimfarbe
- Pulverfarbe
- Silikatfarbe
- Silikonharzfarbe
- Wandlasur
- Zementfarbe

- Dispersionsfliesenkleber (HEMC)
- Dispersionsfugenfüller (HEMC)
- Dispersionskleber (HEMC)
- Kunstharzputz (HEMC)
- Glanzspachtel (HEMC)

### Pharma und Kosmetik
- Bestandteil von Zahncreme, z. B. Aminomed oder Elmex Gelee
- Pharmazeutischer Hilfsstoff[2]

## Gewinnung und Darstellung
Zur Herstellung von Hydroxyethylcellulosen wird Alkalicellulose mit Ethylenoxid verethert. Hierbei reagiert bevorzugt die OH-Gruppe an C-2 der Glucoseeinheiten. Weiterhin wird Ethylenoxid auch an schon gebildete Hydroxyethylgruppen angelagert, so dass Polyglykolgruppen gebildet werden. Sie sind billiger als Methyl- oder Hydroxypropylcellulose herzustellen. Hersteller sind Dow Chemical (früher Union Carbide, „Cellosize“), Shin-Etsu („Tylose H“) und Ashland Inc. („Natrosol HEC“), Produktionsanlagen in USA und Brasilien.
Da bei dieser Reaktion nicht alle Hydroxygruppen reagieren, entstehen Gemische mit unterschiedlich hohem Substitutionsgrad. Auch der Substitutionsgrad der einzelnen Stärkebausteine innerhalb eines Polymers kann unterschiedlich hoch ausfallen.

## Klassifikation
Hydroxyethylcellulosen werden durch ihren durchschnittlichen Substitutionsgrad (DS) und ihren molaren Substitutionsgrad (MS) charakterisiert. Im Handel erhältliche HEC haben Substitutionsgrade von 0,85 bis 1,35 (DS) bzw. 1,5 bis 3 (MS).

## Eigenschaften
- Gelblich-weißes Pulver oder Granulat
- ab etwa 1 mol Ethylenoxid pro mol Glucose wasserlöslich, löslich auch in einigen organischen Lösungsmitteln, wenn wasserhaltig[1]
- Viskosität ist wenig empfindlich gegen Änderungen des pH-Werts und gegen Elektrolyte[1]